# توم ويلر
توم ويلر هو عضو مجموعة ضغط وشخصية أعمال وسياسي أمريكي، ولد في 5 أبريل 1946 في ريدلاندس في الولايات المتحدة. نشط حزبياً في الحزب الديمقراطي.

## وصلات خارجية
- الموقع الرسمي